# Шолудивник пухнастоколосий
{{#ifeq:0|0|{{#if:Pedicularis dasystachys|{{#if:|[[]}}|[[]]}}}}
Шолудивник пухнастоколосий (Pedicularis dasystachys) — вид квіткових рослин родини вовчкових (Orobanchaceae).

## Біоморфологічна характеристика
Це багаторічна рослина заввишки 10–35 см, з товстим шнуроподібним корінням. Стебла від 1 до кількох, прямовисні, нерозгалужені, голі чи слабо запушені. Листки перисторозсічені, з віддаленими один від одного перистонадрізаними сегментами та тупуватими лопатями. Квітки в короткому та міцному, 3–5 см завдовжки, майже головчастому волосистому суцвітті, при плодах суцвіття подовжуються, до 15 см. Чашечка 5–6 мм; часток 5, нерівних, ланцетних, менше 1/2 довжини трубки, цілокраї. Віночок пурпуровий, яскраво-рожевий, чи білуватий, 20–25 мм завдовжки, голий; трубка трохи довша за нижню губу. Коробочка яйцеподібна, 8–10 мм.

## Поширення
Зростає у Євразії від сходу України до Монголії.
В Україні вид росте на солонцях, засолених та заливних луках — у степовій смузі в басейні Сів. Дінця та лівих приток Дніпра — Ворскли, Орелі та Самари.